# Струве 2398
Струве 2398 (Глізе 725) — подвійна зоряна система в північному сузір'ї Дракон. Струве 2398 — зоря під номером 2398 у Каталозі подвійних зір Струве, складеному російсько-німецьким астрономом Василем Яковичем Струве. Прізвище астронома, а отже й ідентифікатор зорі, вміщеній у цей каталог, іноді позначають грецькою літерою сигма (Σ); отже, позначення цієї системи можна записати як Σ 2398.

## Характеристики системи
Струве 2398 є однією з найближчих до Сонця зір, але її компоненти, Струве 2398 A і Струве 2398 B, надто слабкі, щоб їх можна було побачити неозброєним оком. Вимірювання її паралакса, зроблені космічним апаратом Gaia, дають оцінку відстані до них у 11,5 світлового року (3,5 парсека).
Обидві зорі системи є невеликими червоними карликами, кожен із яких має приблизно третину маси й радіуса Сонця. Обидві зорі демонструють тип змінності, характерний для спалахуючих зір, а їхні активні поверхні є джерелами рентгенівського випромінювання. Вони обертаються одна навколо одної приблизно за 295 років на відстані близько 56 астрономічних одиниць і з ексцентриситетом орбіти (овальністю) 0,70.
Власний рух компонентів системи відносно високий — 2,2 кутових секунди на рік. Система обертається навколо центра Чумацького Шляху з ексцентриситетом 0,05, то наближаючись до 8 кпк, то віддаляючись до 9 кпк від галактичного центру, на відстані до 463—489 пк від галактичної площини.

## Планетна система
У 2016 році навколо меншого компонента Струве 2398 B знайдено кандидат у планети із 2,7-денною орбітою, хоча сигнал виявився порівнянним з інструментальним рівнем шуму.
У 2019 році на орбітах навколо компонента B методом радіальних швидкостей було виявлено два кандидати в планети, водночас попереднього кандидата виявлено не було. Дані про ці два кандидати вміщено в наведену нижче таблицю:
| Планета (у порядку віддалення від зорі) | Маса (у масах Землі) | Велика піввісь (а. о.) | Орбітальний період (діб) | Ексцентриситет орбіти | Нахил орбіти | Радіус |
| --------------------------------------- | -------------------- | ---------------------- | ------------------------ | --------------------- | ------------ | ------ |
| b (не підтверджена)                     | ≥15,7 ± 5,7          | ≈0,261                 | ≈91,29                   | ≈0,06                 | —            | —      |
| c (не підтверджена)                     | ≥13,1 (+8,1; −6,4)   | ≈0,428                 | ≈192,4                   | ≈0,03                 | —            | —      |

## Найближче оточення зорі
Перелічені нижче зорі й зоряні системи розташовані на відстані в межах 10 світлових років від Струве 2398:
| Зоря          | Спектральний клас   | Відстань, св. р. |
| Глізе 687     | M3,0 V              | 4,2              |
| V1581 Лебедя  | M5,5 Ve / M6 / M5,5 | 5,8              |
| 61 Лебедя     | K5 Ve / K7 Ve       | 6,1              |
| Крюгер 60     | M3 V / M4V          | 6,2              |
| Сигма Дракона | K0 V                | 7,9              |
| G 240-72      | DXP9 VII            | 9,2              |
| Зоря Барнарда | M3,8 V              | 9,5              |
| HIP 85605     | ?                   | 9,8              |
| Грумбридж 34  | M1,3 V / M3,8 Ve    | 9,9              |

## У культурі
Зоря і колонізована землянами планета Аелла в її системі згадуються в науково-фантастичному оповіданні азербайджанської й російської письменниці-фантастки Валентини Журавльової «Орля».